# Salon des indépendants
Pour les autres Salons parisiens, voir Salon.
Le Salon des indépendants est une exposition d'art qui se tient chaque année à Paris depuis 1884, et qui a pour vocation de réunir les œuvres de tous les artistes revendiquant une certaine indépendance dans leur art.

## Principes
L'événement est caractérisé par l'absence de jury et de récompenses, mais il comprend toutefois un comité d'admission. Il est organisé par la Société des artistes indépendants, fondé durant l'été 1884, en réaction aux refus des jurés du Salon des artistes français et à l'académisme dominant.
Fernand Léger précisait dans les années 1950, ce que le Salon des Indépendants a représenté pour lui : 

« C'est avant tout un salon de peintres pour les peintres, […], un salon de manifestation artistique, […] c'est son renouvellement éternel […] qui fait sa raison d'être. Ici, il doit y avoir la place pour les chercheurs et leurs inquiétudes. […] Le salon des indépendants est un salon d'amateurs, […] le salon des Inventeurs. […] Les bourgeois qui viennent rire de ces palpitations ne se douteront jamais que c'est un drame complet qui se joue là, avec toutes ses joies et ses histoires. S'ils en avaient conscience, car au fond ce sont de braves gens, il entreraient là avec respect, comme dans une église. »

Les fondateurs croient également que l'art peut contribuer au bien commun, comme l'exprime Paul Signac, un des instigateurs du projet : « Justice en sociologie, harmonie en art : même chose. »
Le Salon a été représentatif de grands courants de l'époque : pointillisme, nabisme, symbolisme, fauvisme et cubisme. Il a attiré de nombreux artistes d'Europe.

## Historique et vie légale de la Société
Le Salon a été créé en 1884 à Paris par des artistes souhaitant pouvoir exposer librement leurs œuvres et se libérer de l'influence de tout jury. Un premier salon est organisé en mai par le Groupe des indépendants avec un certain succès public et critique. Le peintre Albert Dubois-Pillet, qui est aussi capitaine de la garde républicaine, a obtenu des autorités un local, le « baraquement B, rue des Tuileries » mais l'organisation s'y révèle désordonnée.
Plusieurs centaines d'artistes y participent, dont Georges Seurat, Charles Angrand, Odilon Redon, Henri-Edmond Cross, Paul Signac, mais aussi de nombreux peintres médiocres : « Les navets, ainsi qu'il est normal, y abondaient, comme en tous les salons de quelque couleur qu'ils soient. » La gestion erratique de la caisse mit un terme à ce premier Salon qui fut liquidé financièrement. Une quarantaine d'artistes vont alors se réunir sous la présidence d'Odilon Redon et tiennent une première assemblée le 31 mai dans la salle Montesquieu, au 5 de la rue éponyme, dans un Bouillon Duval, afin de créer une nouvelle société, plus viable. Parmi les membres fondateurs, on peut citer Redon et Dubois-Pillet, premiers vice-présidents, Seurat, Signac, Cross, Marie-Edmond Höner et Angrand.
L'assemblée générale dite de la fondation a lieu le 4 juin 1884. La Société est constituée le 11 juin 1884 par le dépôt des statuts devant maître Coursault, notaire à Montmorency. Le 14 juin 1884, les statuts sont publiés dans les Affiches Parisiennes, et le 30 juin a lieu la déclaration légale sur le fonctionnement de la Société à la Préfecture de police. Secondairement est constitué un comité de onze membres élus en assemblée générale, le 29 juillet, et présidé par Alfred André Guinard, qui en signe les statuts, dont la presse artistique rend compte.
La Société des artistes indépendants est placée sous le régime de la loi du 1er juillet 1901 (loi sur les associations) le 4 décembre 1903 ; publication au Journal officiel le 5 décembre 1903. Elle est reconnue d'utilité publique le 30 mars 1923.

### Présidents de la Société des artistes indépendants
- 1884-1885 : Alfred André Guinard
- 1886-1888 : Marie-Edmond Höner
- 1889-1908 : Edmond Eugène Valton
- 1909-1934 : Paul Signac
- 1935-1941 : Maximilien Luce
- 1941-1951 : Alexandre Urbain
- 1952-1964 : Armand Nakache
- 1965-1976 : Robert Yan
- 1977-2001 : Jean Monneret
- 2009-2016 : Dominique Chapelle
- 2016-2017 : Lyliane Merit
- 2018 - : Djamel Zemoura

## Expositions: dates et lieux
Le lieu d'exposition du Salon et la date de sa tenue ont varié selon les années. Une première exposition précède la fondation officielle de la Société, elle a lieu au « Salon des Tuileries », rue des Tuileries, sous le nom de « Groupe des artistes indépendants », et est inaugurée le 15 mai 1884 ; on y trouve un certain nombre de peintres, dont celui d'Alfred Guinard, demeurés en grande partie oubliés.
Puis, fut organisée très rapidement après la création de la Société, au pavillon de la ville de Paris, avenue des Champs-Élysées, le 10 décembre 1884, sous le nom de « Salon d'hiver », la première exposition officielle. Parmi les tableaux exposés à ce premier Salon, on peut signaler Une baignade à Asnières (Georges Seurat), le Pont d'Austerlitz (Paul Signac) et Au jardin du Luxembourg (Henri-Edmond Cross).
Les Salons ont ensuite eu lieu tous les ans, sauf en 1885 et pendant la Première Guerre mondiale, et il y a eu par ailleurs quelques expositions exceptionnelles organisées sous l'égide de la Société des artistes indépendants.
À partir de 1966, une exposition thématique a été associée au Salon.
Depuis 2006 est né « Art en capital », exposition regroupant au Grand Palais des Champs-Élysées cinq salons parisiens : le Salon des artistes indépendants, le Salon des artistes français, le Salon de la Société nationale des beaux-arts, le Salon Comparaisons (né en 1950) et le Salon de dessin et peinture à l'eau (né en 1953). La première édition d'« Art en capital » a lieu du 9 au 19 novembre 2006.

## Artistes exposants et sociétaires
Le Salon des indépendants a permis aux plus grands peintres de la fin du XIXe et du début du XXe siècles de trouver enfin un lieu d'exposition alors même qu'ils faisaient régulièrement partie des « refusés » des grands Salons parisiens. Les peintres impressionnistes, toujours exclus de ces Salons et qui avaient dû mettre en place leurs propres expositions ont ici servi d'exemple.
Le Salon était ouvert aussi largement aux peintres français qu'étrangers, et la liste des exposants aux premiers Salons permet de retrouver de très nombreux artistes représentant les grands mouvements de l'Art à ce tournant du siècle et au début du XXe : néo-impressionnisme et pointillisme puis fauvisme et cubisme.
Le passage du temps pourrait rendre cruelle la confrontation de certains des peintres de l'époque récompensés par les instances des sociétés des deux Salons dits « officiels », et de certains de ceux ayant exposé aux Indépendants. Cet argument a été utilisé par Paul Signac, membre fondateur de la Société, alors qu'il faisait, en tant que président, l'apologie du Salon des Indépendants pour son cinquantenaire en 1934, en comparant deux listes :
- celle des peintres ayant obtenu le prix de Rome, pour la période de 1890 à 1914 : Maurice-Théodore Mitrecey (1893), Auguste Leroux (1894), William Laparra (1894 ; second grand prix), Gaston Larée (1895), Charles-Lucien Moulin (1896), Louis Roger (1897 ; second grand prix), Jean-Amédée Gibert (1898), Louis Roger (1899), Fernand Sabatté (1900), Paul Sieffert (1902), André Jean Monchablon (1903), Georges Paul Leroux (1904 ; second grand prix), Gabriel Ferrier (1905 ; premier second grand prix), François-Maurice Roganeau (1906), Louis Léon Eugène Billotey (1907), Jean Lefeuvre (1908), Pierre Bodard (1909), Jean Dupas (1910), Jean-Gabriel Domergue (1911), Gabriel Girodon (1912), Jules-Émile Zingg (1913 ; second prix), Victor-Julien Giraud (1914).
- celles de quelques artistes ayant exposé aux Indépendants à la même période : Paul Cézanne, Jacqueline Marval, Odilon Redon, Georges Seurat, Henri-Edmond Cross, Vincent van Gogh, Henri de Toulouse-Lautrec, Armand Guillaumin, Maximilien Luce, Lucien Pierre Cadène, Maurice Bastide du Lude, Charles Angrand, Pierre Bonnard, Pierre Dumont, Gaston Prunier, Germain Raingo-Pelouse, Edouard Vuillard, Ker-Xavier Roussel, Louis Valtat, Paul Sérusier, Maurice Denis, Jeanne Rij-Rousseau, Félix Vallotton, Pierre Laprade, Georges Rouault, Lucie Cousturier, Albert Marquet, André Dunoyer de Segonzac, Roger de La Fresnaye, Victor Dupont, Edvard Munch, André Lhote, Samuel Granovsky[7].

Il faut toutefois relativiser cette vision rendue quelque peu manichéenne par le choix des artistes retenus dans ces listes. Les Indépendants étaient ouverts à toutes les esthétiques et l'on y trouvait aussi de nombreux artistes qui ne sont pas passés à la postérité, tandis que, d'un autre côté, nombre de grands artistes exposaient aux Salons de la Société nationale des Beaux-Arts (dont Puvis de Chavannes et Auguste Rodin), et de la Société des Artistes français, le Prix de Rome n'étant par ailleurs pas décerné par ces salons mais par l'Académie des Beaux-Arts. Enfin, certains artistes de la fin du XIXe siècle ont exposé à la fois aux Indépendants et dans l'un ou l'autre des deux autres salons.[réf. nécessaire]